# Kenzo Goudmijn
Kenzo Goudmijn (Hoorn, 18 dicembre 2001) è un calciatore olandese, centrocampista del Derby County.

## Caratteristiche tecniche
È un centrocampista centrale.

## Carriera

### Club
Cresciuto nel settore giovanile dell'AZ Alkmaar, debutta in prima squadra il 15 maggio 2019 in occasione del match di Eredivisie perso 4-2 contro l'Excelsior.

### Nazionale
Ha giocato nelle nazionali giovanili olandesi Under-16, Under-17, Under-18 ed Under-19.
Con l'Under-17 nel 2018 ha anche vinto gli Europei di categoria.

## Statistiche
Statistiche aggiornate all'8 marzo 2025.

### Presenze e reti nei club
| Stagione          | Squadra           | Campionato        | Campionato | Campionato | Coppe nazionali | Coppe nazionali | Coppe nazionali | Coppe continentali | Coppe continentali | Coppe continentali | Altre coppe | Altre coppe | Altre coppe | Totale | Totale | Totale |
| Stagione          | Squadra           | Comp              | Pres       | Reti       | Comp            | Pres            | Reti            | Comp               | Pres               | Reti               | Comp        | Pres        | Reti        | Pres   | Reti   |        |
| ----------------- | ----------------- | ----------------- | ---------- | ---------- | --------------- | --------------- | --------------- | ------------------ | ------------------ | ------------------ | ----------- | ----------- | ----------- | ------ | ------ | ------ |
| 2017-2018         | Jong AZ Alkmaar   | ED                | 7          | 1          | -               | -               | -               | -                  | -                  | -                  | -           | -           | -           | 7      | 1      |        |
| 2018-2019         | Jong AZ Alkmaar   | ED                | 31         | 2          | -               | -               | -               | -                  | -                  | -                  | -           | -           | -           | 31     | 2      |        |
| 2019-2020         | Jong AZ Alkmaar   | ED                | 22         | 0          | -               | -               | -               | -                  | -                  | -                  | -           | -           | -           | 22     | 0      |        |
| 2020-2021         | Jong AZ Alkmaar   | ED                | 23         | 4          | -               | -               | -               | -                  | -                  | -                  | -           | -           | -           | 23     | 4      |        |
| 2018-2019         | AZ Alkmaar        | E                 | 1          | 0          | CO              | -               | -               | -                  | -                  | -                  | -           | -           | -           | 1      | 0      |        |
| 2019-2020         | AZ Alkmaar        | E                 | 1          | 0          | CO              | 1               | 0               | UEL                | 0                  | 0                  | -           | -           | -           | 2      | 0      |        |
| 2020-2021         | AZ Alkmaar        | E                 | 3          | 0          | CO              | 0               | 0               | UCL+UEL            | 0                  | 0                  | -           | -           | -           | 3      | 0      |        |
| 2021-gen. 2022    | Sparta Rotterdam  | E                 | 11         | 0          | CO              | 1               | 0               | -                  | -                  | -                  | -           | -           | -           | 12     | 0      |        |
| gen.-giu. 2022    | Excelsior         | ED                | 18+6       | 1+1        | CO              | -               | -               | -                  | -                  | -                  | -           | -           | -           | 24     | 2      |        |
| 2022-2023         | Excelsior         | E                 | 34         | 4          | CO              | 2               | 0               | -                  | -                  | -                  | -           | -           | -           | 36     | 4      |        |
| 2023-gen. 2024    | Jong AZ Alkmaar   | ED                | 1          | 0          | -               | -               | -               | -                  | -                  | -                  | -           | -           | -           | 1      | 0      |        |
| Totale Jong AZ    | Totale Jong AZ    | Totale Jong AZ    | 84         | 7          |                 | -               | -               |                    | -                  | -                  |             | -           | -           | 84     | 7      |        |
| 2023-gen. 2024    | AZ Alkmaar        | E                 | 8          | 0          | CO              | 1               | 0               | UECL               | 5                  | 0                  | -           | -           | -           | 14     | 0      |        |
| Totale AZ Alkmaar | Totale AZ Alkmaar | Totale AZ Alkmaar | 13         | 0          |                 | 2               | 0               |                    | 5                  | 0                  |             | -           | -           | 20     | 0      |        |
| gen.-giu. 2024    | Excelsior         | E                 | 18+4       | 0+1        | CO              | 1               | 0               | -                  | -                  | -                  | -           | -           | -           | 23     | 1      |        |
| Totale Excelsior  | Totale Excelsior  | Totale Excelsior  | 70+10      | 5+2        |                 | 3               | 0               |                    | -                  | -                  |             | -           | -           | 83     | 7      |        |
| 2024-2025         | Derby County      | FLC               | 35         | 2          | FACup+CdL       | 1+2             | 0               | -                  | -                  | -                  | -           | -           | -           | 38     | 2      |        |
| Totale carriera   | Totale carriera   | Totale carriera   | 223        | 16         |                 | 9               | 0               |                    | 5                  | 0                  |             | -           | -           | 237    | 16     |        |

## Palmarès

### Nazionale
- Europei Under-17: 1

Inghilterra 2018